# هجرت محمد
هجرت حضرت محمد (ص) که گاهی به خلاصه هجرت نیز خوانده می‌شود، واقعه مهاجرت حضرت محمد و همراهانش از شهر مکه به یثرب است که در سال ۶۲۲ میلادی/۱ قمری صورت گرفت. این واقعه منجر به ایجاد اولین حکومت اسلامی در یثرب (که بعداً مدینةالنبی یا به‌خلاصه «مدینه» نامیده شد) شد و به علت اهمیتش در اسلام مبدأ تاریخ مسلمانان در دو تقویم هجری خورشیدی و هجری قمری در این سال گرفته شده‌است.

## هجرت و زمینه‌های آن

### بیعت عقبه اول و عقبه دوم حضرت محمد

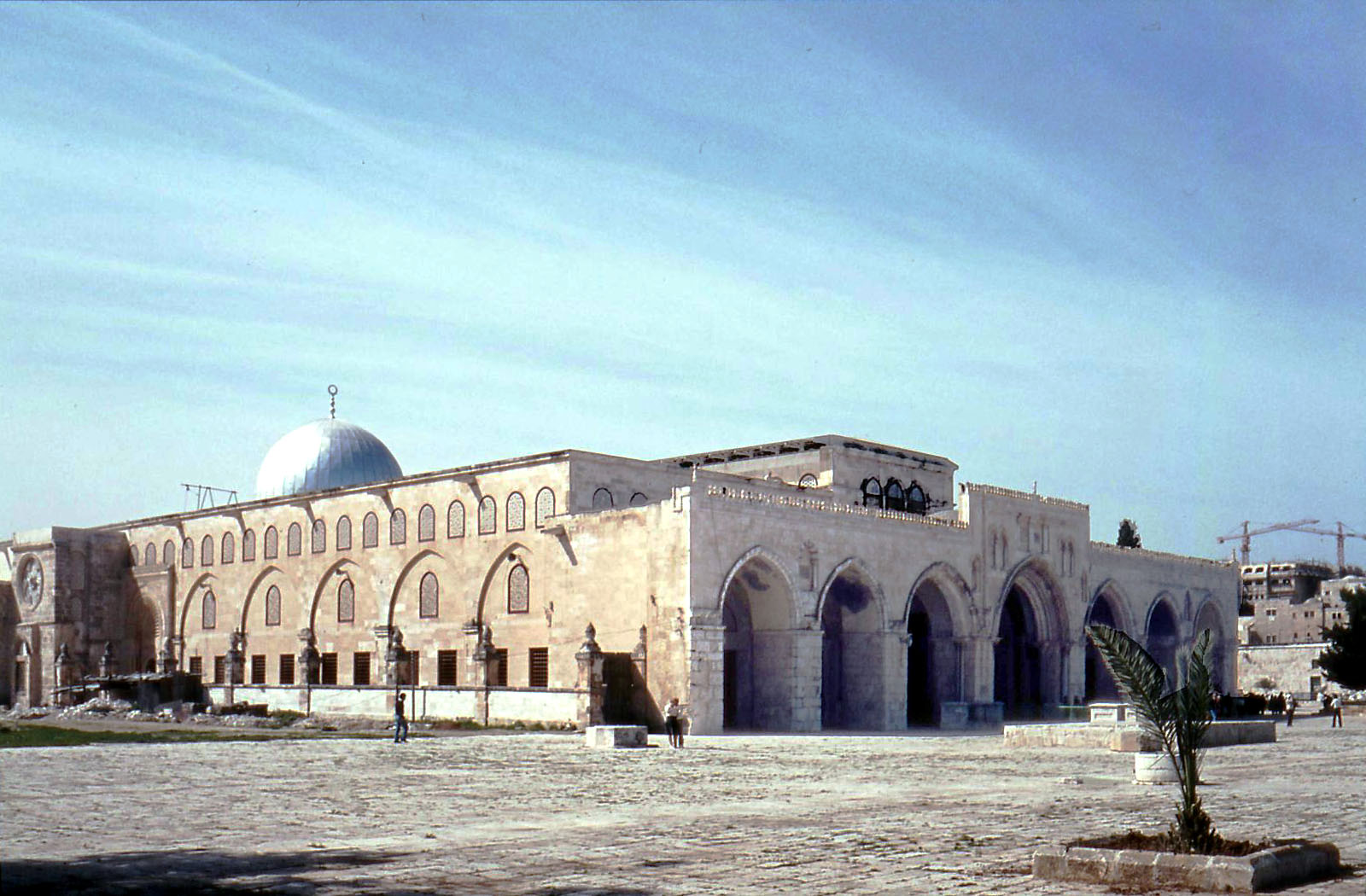
مسجدالاقصی: مکانی که معراج حضرت محمد از آنجا شروع شده‌است.

در عربستان افراد زیادی به قصد تجارت یا به جا آوردن حج در کعبه به مکه سفر می‌کردند. حضرت محمد از این موقعیت استفاده کرد و بختش را برای یافتن خانه‌ای جدید برای خود و پیروانش آزمود. پس از چندین مذاکره ناموفق، در صحبت با تعدادی از اهالی یثرب (که بعدها مدینه خوانده شد) امیدی یافت. جمعیت عرب یثرب بدین جهت که گروهی از یهودیان در آن شهر زندگی می‌کردند، با یکتاپرستی تا حدی آشنا بودند. گروهی از اهل یثرب که به مکه آمده بودند با حضرت محمد پیمانی بستند که به «پیمان عقبه اول» شهرت یافت.
به گفته ابن اسحاق پیمان عقبه اول بین حضرت محمد و دوازده تن از اهل یثرب که بسیاری از آنان از «بنی النجار» اقوام مادری حضرت محمد بودند، منعقد شد. ابن اسحاق در ادامه بیان می‌کند که در آن زمان محمد اجازه جنگ از سوی خداوند نیافته بود و با شروطی موسوم به «بیعةالنساء» با ایشان بیعت کرد و از قول برخی از انصار اینگونه نقل می‌کند که «ما با رسول‌الله بیعت کردیم بر شیوه بیعت زنان، تا به خداوند چیزی را شریک نگردانیم، دزدی نکنیم، زنا نکنیم، فرزندانمان را نکشیم، بهتان نزنیم و به‌طور آشکار گناه نکنیم. وفقط در خفا گناه بکنیم اگر وفا کردیم بهشت پاداش است و اگرنه، تصمیم با خداوند است: اگر خواست می‌بخشد و اگر خواست مجازات می‌کند».
به گفته ابن اسحاق حضرت محمد قبل از بیعت عقبه اول اجازه جنگ از سوی خداوند نیافته بود؛ او و مسلمانان به دعوت بسوی خداوند و صبر در برابر اذیت و آزار قریش و دشمنان فرمان داشتند. اما هنگامی که قریش همچنان به شدت و زیاده‌روی در آزار و اذیت و ظلم به مسلمانان ادامه داد، آنگاه آیات ۳۹ تا ۴۱ سوره حج اولین آیاتی است که به مسلمانان اجازه می‌داد تا با کسانی که به ایشان ظلم می‌کنند و از خانه‌هایشان بیرون می‌کنند، بجنگند.
محمد پس از پیمان اول ۱ مصعب بن عمیر را به یثرب فرستاد تا برای آنها قرآن بخواند و اسلام را بیاموزد. او اولین نماز جمعه را در یثرب خواند و بسیاری از جمله سعد بن معاذ توسط او اسلام آوردند. بدین ترتیب در مدینه افرادی، تقریباً از تمامی قبایل، به آیین اسلام گرویدند تا آنجا که در سال بعد ۷۵ مسلمان از مدینه جهت حج و ملاقات محمد به مکه آمدند. آنها او را به صورت مخفیانه و در شب ملاقات کرده و با او پیمانی بستند که به «پیمان دوم عقبه»، یا «پیمان جنگ» شهرت یافت.
در پیمان عقبه دوم محمد پس از دعوت به اسلام، بیعتش با فرستادگان یثرب را مشروط به این کرد که آنان همان‌طور که از زنان و فرزندانشان حمایت کنند، از او نیز پشتیبانی به عمل آورند. آنچه محمد به آنان گفت این بود: «خون من خون شماست، حرمت من حرمت شما. از شمایم و شما نیز از من هستید. با هرکه بجنگید می‌جنگم و با آنکه دوستی کنید، در صلح خواهم بود.» به همین دلیل بیعت دوم به «بیعة الحرب» مشهور گردید. در این بیعت هفتاد و سه مرد و دو زن حضور داشتند که دوازده تن از آنان از بزرگان مدینه بودند، نُه تن از بزرگان خزرج و سه تن از بزرگان خاندان اوس. پس از پیمان عقبه، محمد پیروانش در مکه را تشویق به مهاجرت به یثرب کرد. مانند قضیه هجرت به حبشه، قریش سعی کرد تا از خروج یاران محمد از مکه جلوگیری نماید ولی این تلاشها ناموفق بود و تقریباً تمام مسلمانان موفق به ترک مکه شدند.

### هجرت به مدینه
یک هیئت که شامل دوازده تن از بزرگان خاندان‌های مهم مدینه بودند، از محمد دعوت نمودند تا به عنوان یک غریبه بیطرف، به داوری بین اهالی شهر مدینه بپردازد. ساکنان یثرب (اعراب و یهودیان)، تا قبل از سال ۶۲۰ میلادی حدود صد سال درگیر جنگ‌های داخلی بودند و کشت و کشتارهای مکرر و عدم توافق در زمینه پرداخت خون‌بهای کشته‌شدگان، خصوصاً پس از جنگ بُعاث که تمامی قبایل یثرب در آن مشارکت داشتند، این امر را برای ایشان آشکار ساخته بود که مفاهیم قبیله‌ای مانند «چشم برای چشم» دیگر قابل اعمال نبوده مگر اینکه شخصی صلاحیت‌دار در موارد مورد اختلاف داوری کند. نمایندگان فرستاده شده از مدینه، از طرف خود و اهالی شهر یثرب متعهد شدند تا محمد را در جامعه خویش پذیرفته و از او در مقابل خطرات جانی، مانند خود، محافظت به عمل آورند.
بر اساس روایات اسلامی، قریش از خروج مسلمانان از مکه آگاه شده و برای قتل محمد نقشه‌ای را به اجرا گذاشتند. محمد به کمک علی بن ابی‌طالب، کسانی که مراقبش بودند را گمراه نموده و مخفیانه به همراه ابوبکر از شهر خارج شد. بدینسان در سال ۶۲۲ میلادی (برابر با سال سیزدهم پس از شروع دعوت خود) محمد به مدینه، که یک واحه زراعتی بزرگ بود، هجرت نمود و همراهان وی که با او از مکه به مدینه مهاجرت کردند به مهاجرین شهرت یافتند. و اهالی یثرب که محمد و مهاجرین را یاری رسانده بودند، از آن پس به انصار نام برده می‌شدند. این هجرت مبدأ تاریخ مسلمانان شد. مدینه تا قبل هجرت محمد «یثرب» نامیده می‌شد و بعد از این هجرت «مدینه النبی» خوانده شد.

## اجازه مهاجرت
هنگامی که فشار مشرکان بر مسلمانان مکه پس از بیعت دوم با عقبه شدت گرفت، محمد به اصحاب خود اجازه مهاجرت به مدینه را داد و به آنها دستور داد به برادران خود از انصار بپیوندند. ابن اسحاق به‌نقل از محمد گفته‌است: «خدا برای شما برادران خانه ای ساخته‌است که می‌توانید در آن ایمن باشید»، بنابراین یاران محمد به آنجا رفتند.

## هجرت صحابه به مدینه
پس از اجازه مهاجرت به صحابه آنها مخفیانه به یثرب رفتند. ابتدا ابو سلمه بن عبدالاسد و سپس سایر مسلمانان نزد انصار رفتند، به جز محمد، ابوبکر و علی بن ابی‌طالب در مکه باقی ماندند. مسلمانان شروع به ترک مکه کردند و به صورت مخفیانه به صورت جداگانه خارج شدند تا مبادا قریش از آنها مطلع شود و آنها را از این کار بازدارد و همه خانه‌ها، پول و تجارت خود را پشت سر گذاشته و با دین و عقیده خود فرار کردند.

## شب هجرت حضرت محمد
وقتی قریش خروج مسلمانان را دیدند، از خروج محمد ترسیدند، بنابراین در دارالندوه جمع شدند و توافق کردند که هر کدام از قبیله قریش یک جوان را بفرستند تا او را بکشند، و خون او در بین قبایل پراکنده شود. جبرئیل این خبر را به پیامبر گفت و به او دستور داد آن شب را در رختخواب خود نخوابد، بنابراین محمد به علی دستور داد تا به جای او در تختخواب خود بخوابد و در سرمای سبز خود پوشانده شود تا مردم گمان کنند محمد است که در رختخواب خود خوابیده و در همان حال محمد از آنجا خارج شد و هیچ‌کدام از آنها او را ندیدند. هنگامی که به سمت علی رفتند فکر کردند او محمد است وقتی علی را دیدند گفتند: «دوستت کجاست؟» او گفت: «نمی‌دانم».
محمد به علی دستور داده بود تا امانت‌ها را به مردم آنها بپردازد، و او نیز همان‌طور عمل کرد. آنها می‌دانستند که علی همیشه از محمد پیروی می‌کند، بنابراین اقامت او در مکه دلیلی می‌دانستند که محمد در مکه است و هجرت نکرده‌است، زیرا معتقد بودند که اگر او هجرت می‌کرد، علی را با خود می‌برد، و علی در مکه به مدت سه روز ماند تا پیام محمد از طریق پیام رسانش ابواقید لیثی به او رسید که به او دستور می‌دهد که به مدینه مهاجرت کند.

## هجرت حضرت محمد
محمد همراه با ابوبکر ابتدا به غار ثور در جنوب مکه رفتند. ابن هشام نقل کرده‌است هنگامی محمد و ابوبکر وارد غار ثور شدند عنکبوت بر در آن لانه زد هنگامی که قریش در جستجوی او به در غار رسیدند، برخی از آنها گفتند: «عنکبوت قبل از ورود محمد بوده‌است"، بنابراین آنها رفتند. محمد و ابوبکر سه شب در غار ماندند تا اینکه روز دوشنبه ۱ ربیع الاول ۱ هجری قمری را ترک کردند محمد و همراهش از غار به سمت یثرب بیرون آمدند و قریش وعده داده بودند به کسانی که محمد را به آنها بازگردانند، ۱۰۰ شتر جایزه بدهند

## ورود به مدینه
محمد روز دوشنبه ۸ ربیع الاول به قبا رسید علی بن ابی‌طالب سه شب و روز در مکه اقامت داشت تا سپرده‌هایی را که محمد برای مردم داشت پرداخت کرد، به طوری که وقتی کار خود را با آنها تمام کرد، به محمد پیوست. محمد و همراهانش به مدت ۴ روز در قبا نزد بنی عمرو بن عوف اقامت کردند و وی مسجد قبا را برای آنها تأسیس کرد، سپس در روز جمعه ۱۲ ربیع الاول ۱ هجری مربوط به ۲۷ سپتامبر ۶۲۲ میلادی، در حالی که ۵۳ سال داشت به مدینه نقل مکان کرد و از آن روز به بعد، شهر یثرب مدینه الرسول نام گرفت.
انصار هر روز در انتظار محمد به حره می‌رفتند. وقتی دوازدهم ربیع الاول بود ، طبق عادت خود بیرون رفتند. وقتی آفتاب داغ شد، آنها برگشتند. مردی از یهودیان بر یکی از خرابه‌های مدینه بالا رفت. او محمد و همراهانش را دید؛ بنابراین انصار برای پذیرش محمد به آغوش برخاستند.

## ادامه مهاجرت مسلمانان به مدینه
مهاجرت مسلمانان به مدینه تا فتح مکه در سال ۸ هجری ادامه داشت محمد گفت: «بعد از فتح مکه هجرت وجود ندارد، بلکه جهاد و نیت است، و اگر بسیج شدید، بروید." برخی از علما اظهار کردند که مهاجرت پس از فتح مکه منسوخ شد و آنچه از مفهوم هجرت باقی ماند مهاجرت معنوی به معنای هجرت از آنچه خدا حرام کرده‌است همان چیزی است که از مفهوم هجرت باقی مانده‌است

## بازگشت مهاجران حبشه
بقیه مهاجران حبشه با جعفر بن ابی طالب به مدینه بازگشتند. پس از آنکه محمد به نجاشی نامه نوشت. بنابراین آنها پس از جنگ خیبر در سال ۷ هجری به مدینه رسید.

## آخرین مهاجرت
آخرین فردی که از مکه مهاجرت کرد، عباس بن عبدالمطلب بود، او در ماه رمضان در هشتمین سال هجرت به همراه خانواده اش مهاجرت کرد و در راه با محمد و سپاهش ملاقات کرد که می‌خواستند مکه را پس از شکست قریش شکست دهند. طبق قرارداد حدیبیه، خانواده او به مهاجرت ادامه دادند و او با محمد بازگشت.

## مهاجرت و آغاز تاریخ هجری
محمد پس از ورود به یثرب به نوشتن تاریخ دستور داده بود، و نوشتن تاریخ با مبدا هجرت آغاز شد، محمد برای پادشاهان، شاهزادگان و روسای اقوام مختلف به تاریخ هجرت نامه ارسال می‌کرد.

## زمان‌بندی
- روز اول: پنج‌شنبه ۲۶ صفر ۱ قمری/‏۹ سپتامبر ۶۲۲: ترک مکه و اقامت سه‌روزه در غار ثور در نزدیکی مکه
- روز پنجم: دوشنبه ۱ ربیع‌الاول ۱ قمری‏/۱۳ سپتامبر ۶۲۲: ترک ناحیهٔ مکه و سفر به ناحیهٔ یثرب
- روز دوازدهم: دوشنبه ۸ ربیع‌الاول ۱ قمری‏/۲۰ سپتامبر ۶۲۲: ورود به قباء در نزدیکی مدینه
- روز شانزدهم: جمعه ۱۲ ربیع‌الاول ۱ قمری‏/۲۴ سپتامبر ۶۲۲: ورود به مدینه برای نماز جمعه و بازگشت مجدد به قباء
- روز بیست و ششم: دوشنبه ۲۲ ربیع‌الاول ۱ قمری‏/۴ اکتبر ۶۲۲: انتقال به مدینه